# Гольцман, Фёдор Маркович
Фёдор Ма́ркович Го́льцман (24 июля 1924, Ленинград — 1999, Санкт-Петербург) — советский и российский физик и сейсморазведчик, доктор технических наук (1962), профессор.

## Биография
Родился в семье профессора Арктического и антарктического НИИ М. И. Гольцмана и арфистки, солистки оркестра Мариинского театра М. Ф. Шоллар.
В 1942 году с отличием окончил школу. В 1942—1945 годах работал механиком в ОКБ военного завода № 224 Министерства авиационной промышленности СССР, имел шестой разряд. В 1945 году поступил на второй курс физического факультета Ленинградского государственного университета(ЛГУ), в 1949 году окончил его по специальности «радиофизика». С 1949 года был научным сотрудником, старшим научным сотрудником, доцентом, профессором физического факультета, а также ассистентом, заведующим лабораторией радиоспектроскопии физического института ЛГУ.
В 1952 году защитил кандидатскую диссертацию, после чего был лишен допуска к секретной работе и переведён на кафедру геофизики физического факультета. В 1955 году был переведён в новую лабораторию динамики упругих сред в должности старшего научного сотрудника. В 1962 году защитил докторскую диссертацию на тему «Основы интерференционного приёма сейсмических волн». С 1965 года читал курсы лекций по методам решений обратных физических задач, основам метрологии, общие курсы лекций по физике и статистическим методам интерпретации наблюдений на физическом и геологическом факультетах ЛГУ. В 1980-е годы возглавлял лабораторию динамики упругих сред (в то время отдельное структурное подразделение физического факультета ЛГУ).
В 1956—1985 годах был руководителем и ответственным исполнителем более сорока хозяйственных договоров с ВНИИГеофизики, ВИРГ и другими производственными геофизическими организациями.
Принимал участие в научно-исследовательских геофизических экспедициях ЛГУ, ВНИИГеофизики, ряда геофизических трестов, Мингечаургэсстроя, Красноярской ГЭС, морской экспедиции АзНИИ по добычи нефти.
Скончался 25 января 1999 года.

Похоронен вместе с родителями на Богословском кладбище Санкт-Петербурга.

## Научная деятельность
В 1949—1952 годах занимался разработкой многоканальной сейсморазведочной аппаратуры для экспедиций кафедры на строительства Мингечаурской и Красноярской ГЭС.
В 1955 году под руководством Г. И. Петрашеня занимался вопросами теории и практики распространения сейсмических волн, в 1956 году стал заниматься частотным анализом и синтезом сигналов, а также дискретными линейными преобразованиями сейсмических сигналов, разрабатывал электромеханические счётнорешающие устройства, которые затем были выпущены малой серией заводом «Геологоразведка».
В 1962 году стал заниматься использованием результатов теории вероятностей, математической статистики и теории информации при интерпретации любых наблюдений, затем оформив это в единую концепцию информационно-статистических теории и методов наблюдений.
В 1980-х годах занимался разработкой компьютерных алгоритмов разделения волн и построения разрезов в сейсморазведке, решения прогнозных и классификационных задач (INTERACT, MULTALT, COMPLEX и других), решал обратные задачи по данным грави-магнито-электроразведки.
На физическом факультете читал лекции по общей физике (электричество и магнетизм) и по статистическим методам.
Автор семи монографий и ста восьмидесяти научных статей в области информационно-статистических теории и методов интерпретации геофизических данных. Под руководством Гольцмана было защищено 23 кандидатские диссертации.